# Игнатьево (Серпуховский район)

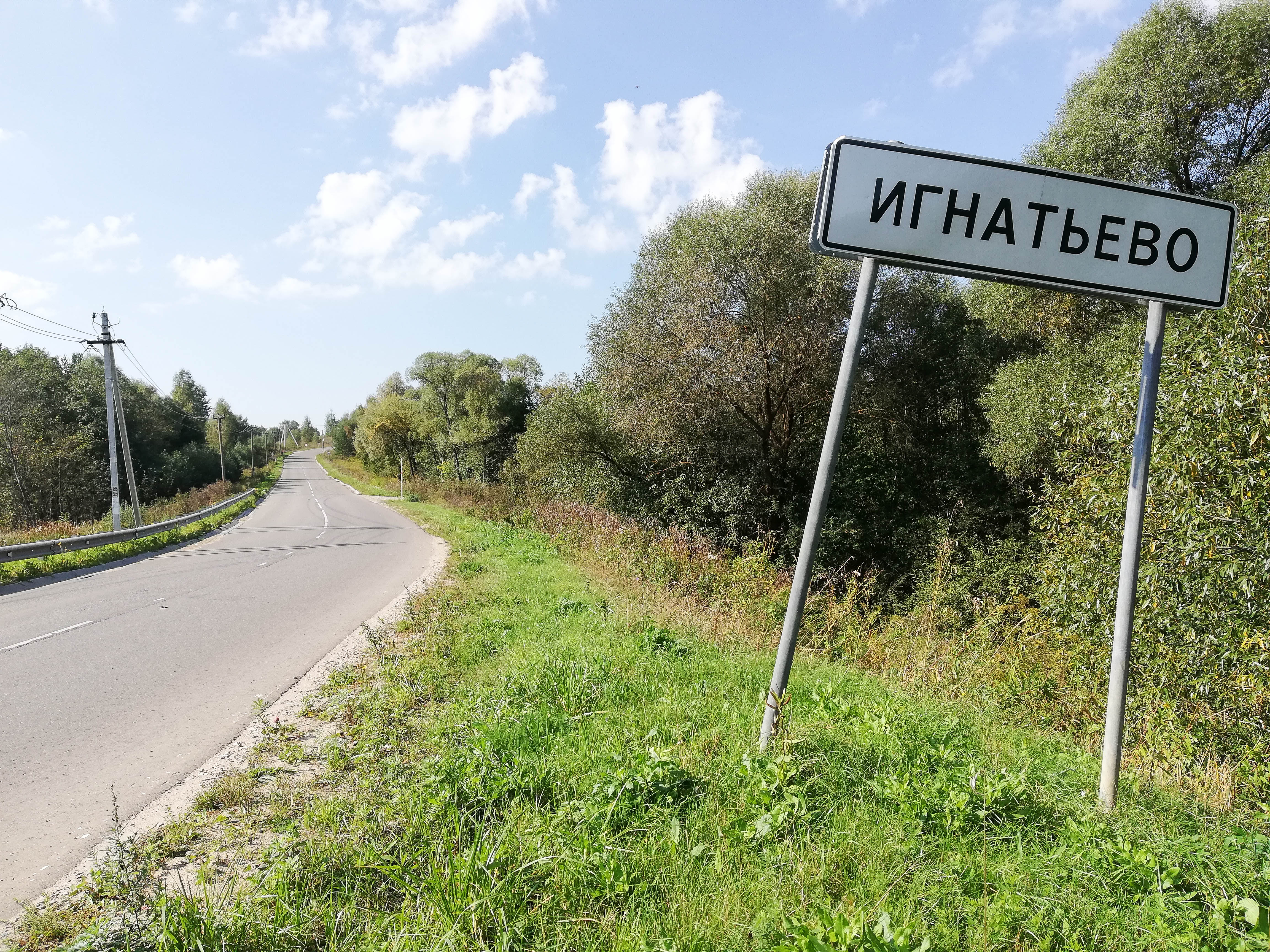
Указатель въезда в деревню

Игнатьево — деревня в Серпуховском районе Московской области. Входит в состав Дашковского сельского поселения (до 29 ноября 2006 года входила в состав Райсемёновского сельского округа).

## Население
| 2002 | 2006 | 2010 | 2015 |
| ---- | ---- | ---- | ---- |
| 6    | ↘4   | ↗13  | ↘6   |

## География
Игнатьево расположено примерно в 18 км (по шоссе) на северо-запад от Серпухова, на правом берегу реки Нара, высота центра деревни над уровнем моря — 149 м.На 2016 год в деревне зарегистрировано 1 садовое товарищество.

## Известные жители и уроженцы
- Ряжский, Георгий Георгиевич (1895—1952) — советский живописец, портретист, член объединения АХРР с 1924 года; академик, педагог, заслуженный деятель искусств РСФСР (1944). Картины  Г.Г. Ряжского были удостоены большой золотой медали на Международной выставке в Париже (1937)[11].